# Smallanthus
Genre
Classification phylogénétique
Smallanthus est un genre de plantes à fleurs de la famille des Astéracées (ou Composées) originaires du continent américain. Certaines espèces sont cultivées localement, telle la poire de terre dont les tubercules sont comestibles.

## Principales espèces
- Smallanthus glabratus (DC.) H. Rob.
- Smallanthus maculata (Cav.) H. Rob.
- Smallanthus sonchifolius (Poepp. & Endl.) H. Rob., la poire de terre
- Smallanthus uvedalia (L.) Mack. ex Small